# Iod-Azid-Reaktion
Die Iod-Azid-Reaktion dient dem Nachweis von Sulfid durch Reaktion mit Iod/Azid in der qualitativen anorganischen Analyse. Reine Lösungen von Natriumazid (NaN3) und Iod (I2) sind längere Zeit nebeneinander beständig. Sie werden aber durch Einwirkung von S2− (auch schwerlösliche Schwermetallsulfide) katalytisch zersetzt. Thiocyanate (SCN−) und Thiosulfate reagieren analog.
{\displaystyle \mathrm {S^{2-}+I_{2}\longrightarrow S+2\ I^{-}} }
Sulfidanionen und Iod reagieren zu Schwefel und Iodid. (Entfärbung)
{\displaystyle \mathrm {S+2\ N_{3}^{-}\longrightarrow S^{2-}+3\ N_{2}\uparrow } }
Schwefel und Azidionen reagieren zu Sulfid und molekularem Stickstoff. (Gasentwicklung)
Größere Mengen an I− stören die Reaktion. In diesem Fall bewirkt die Zugabe von einigen Tropfen Hg(NO3)2-Lösung die Bildung von HgI42−. Letzteres hat keinen Einfluss auf die beschriebene katalytische Zersetzung von Iod/Azid.